# Snatch
Snatch er en britisk film fra 2000, instrueret af Guy Ritchie. De medvirkende inkluderer folk som Brad Pitt, Benicio Del Toro, Vinnie Jones og Jason Statham. Filmen er en krimi-komedie.

## Handlingen
Filmens plot centrerer om en meget værdifuld diamant som Frankie Four-Fingers (Del Toro) har stjålet i Antwerpen og taget med til London, hvor han dog mister den igen. 
Der er en lang række farverige karakterer i filmen bl.a. Brad Pitts karakter, som er en waliser der er noget nær umulig at forstå. Hvis man kan tale om en hovedperson i filmen er det Jason Stathams karakter Turkish, som er en boksepromotor, der kommer til at stå i gæld til den lokale chef for underverdenen pga. en boksekamp.